# Ierland op het Eurovisiesongfestival 1969
De Ierse Nationale finale werd gehouden op 16 Februari 1969 en werd uitgezonden door de RTÉ  het vond plaats in  Dublin en gepresenteerd door Brendan O'Reilly. Het lied werd gekozen door 10 regionale jury's.

## Nationale finale
| Startplaats | Artiest              | Song                    | Punten | Plaats |
| ----------- | -------------------- | ----------------------- | ------ | ------ |
| 1           | Sean Dunphy          | "Paper Boats"           | 3      | 5      |
| 2           | Dana                 | "Look Around"           | 8      | 2      |
| 3           | Butch Moore          | "Too Late"              | 2      | 8      |
| 4           | Muriel Day           | "The Wages of Love"     | 30     | 1      |
| 5           | Dickie Rock          | "Now do You Believe Me" | 6      | 3      |
| 6           | Eleanor Nodwell      | "Talking to Myself"     | 3      | 5      |
| 7           | Pat McGeegan         | "Johnny Dreamer"        | 5      | 4      |
| 8           | Fiorenza Viani-Nolan | "1959"                  | 3      | 5      |

1965 · 1966 · 1967 · 1968 · 1969 · 1970 · 1971 · 1972 · 1973 · 1974 · 1975 · 1976 · 1977 · 1978 · 1979 · 1980 · 1981 · 1982 · 1983 · 1984 · 1985 · 1986 · 1987 · 1988 · 1989 · 1990 · 1991 · 1992 · 1993 · 1994 · 1995 · 1996 · 1997 · 1998 · 1999 · 2000 · 2001 · 2002 · 2003 · 2004 · 2005 · 2006 · 2007 · 2008 · 2009 · 2010 · 2011 · 2012 · 2013 · 2014 · 2015 · 2016 · 2017 · 2018 · 2019 · 2020 · 2021 · 2022 · 2023 · 2024 · 2025